# Садб
Садб — богиня в ирландской мифологии. Олицетворяла кротость и красоту. Является дочерью Бодба Дерга, короля сидов, матерью Оссиана от Финна Маккула.

## Легенда
Садб была превращена в оленя (по другому источнику в лань) друидом Фер Доирихом (по другому источнику ревнивой богиней-соперницей). Однажды Финн Маккул встретил её на охоте; его собаки Бран и Шеолан, которые также были превращены из людей, поняли, что это не олень, и легендарный воин пощадил Садб. Финн снял с неё заклятие и она предстала в своём истинном обличии. Садб превратилась в красивую женщину, вскоре она беременеет. Через некоторое время Фер Доирих, во время сражения Финна против викингов, снова превращает Садб в олениху, и она сбегает. Финн Маккул начинает поиски, но безуспешно. Через 7 лет он нашёл длинноволосого мальчика-голыша, в котором узнал своего сына по характерным чертам внешности Садб. Финн назвал своего сына Оссианом (Оисином), что в переводе означает «маленький олень». Со временем Оссиан стал одним из лучших воинов в Фиане. Кроме того, он унаследовал от матери дар красноречия, так что поэмами Оисина восхищалась вся Ирландия. А Садб навечно осталась в виде оленя, и всю свою оставшуюся жизнь провела в лесу.